# James FitzGerald (Politiker)

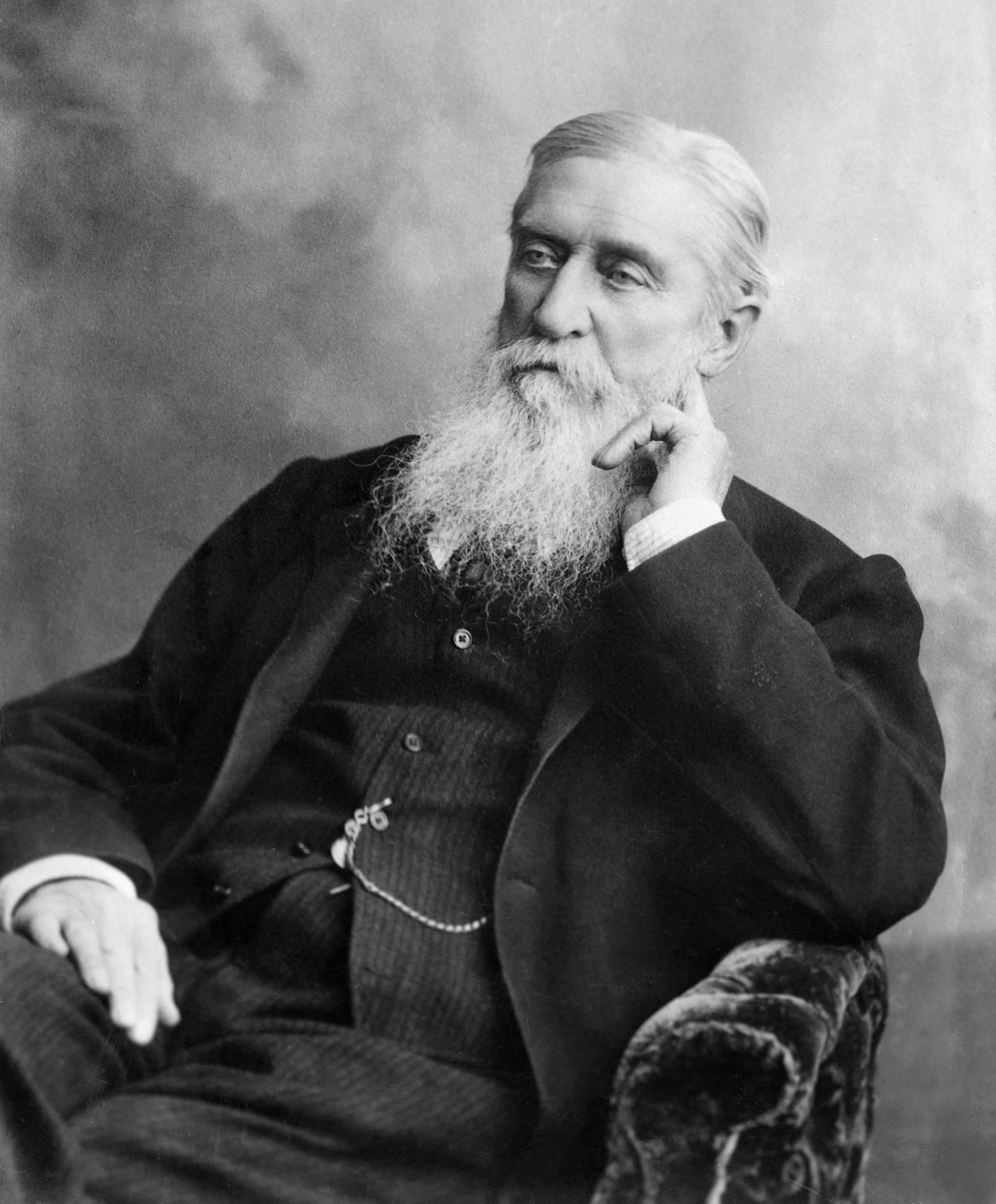
James Edward Fitzgerald (1890)

James Edward FitzGerald (* 4. März 1818 in Bath, Somerset, England; † 2. August 1896 in Wellington, Neuseeland) war ein englisch-neuseeländischer Kolonialist, Zeitungsgründer, Journalist und Politiker in Neuseeland.

## Frühe Jahre
James Edward FitzGerald wurde als jüngster Sohn des irischen Landbesitzers Gerald FitzGerald, aus Kilminchy, Queen's County, Irland, und seiner zweiten Frau Catherine O’Brien in Bath in England geboren. Er besucht die Schule in Bath und ab 1839 das Christ’s College in Cambridge, an dem er 1842 mit einem Bachelor of Arts abschloss.
Sein Wunsch, Mitglied der Royal Engineers bei der Britischen Armee zu werden, wurde wegen mangelnder Sehkraft nicht erfüllt. So entschloss er sich, durch Großbritannien und Irland zu wandern. Er lernte dabei Land und Leute kennen und sah die Armut, in der viele Menschen lebten.

## Beruf und Engagement in England
1884 fand FitzGerald eine Anstellung als Assistent im Department of Antiquities (Abteilung für Altertümer) im British Museum. Doch während der irischen Hungersnot 1846, engagierte er sich, Lösungen für eine systematische Kolonisierung von New Ireland, dem heutigen Vancouver Island zu entwickeln. Er sah in der Auswanderung zu den britischen Kolonien eine Lösung für das Problem der Hungersnot und der Armut im Allgemeinen. Während er die Hudson’s Bay Company, die seit 1670 in der Kolonisierung und im Handel Nordamerikas maßgeblich involviert war, 1847 durch Veröffentlichungen und Briefen an die Presse öffentlich herausforderte die Insel für Kolonisierungszwecke zu kaufen, wurde er am 17. Januar 1848 zum stellvertretenden Sekretär des Britisch Museums befördert.
1849 kam er mit dem Kolonisierungstheoretiker Edward Gibbon Wakefield zusammen und wurde zum Sekretär der Canterbury Association ernannt. In dieser Funktion half er einen Plan zu entwickeln, die Church of England in der Kolonie Neuseeland zu etablieren. Er verfasste die Satzung der Society of Canterbury Colonists und wurde Agent für Auswanderungsangelegenheiten in der Canterbury Association. Sein Engagement in der Colonial Reform Society führte 1850 zur Ernennung zum ersten Sekretär der Gesellschaft.

## Familie
Vor der Abreise nach Neuseeland heiratete FitzGerald am 22. August 1850 die 18-jährige Frances Erskine Draper, Tochter von George Draper, einem Londoner Kaufmann. Aus der Ehe gingen 13 Kinder hervor.

## Neuseeland
Kurz nach der Heirat reiste FitzGerald mit seiner Frau auf der „Charlotte Jane“, einem Schiff aus der Flotte der First Four Ships, die im September mit Siedlern von Plymouth aus England verließen, nach Neuseeland. Mit auf dem Schiff waren eine Druckerpresse und zur Gründung einer Zeitung einige Mitarbeiter, die bereit waren in Neuseeland für ihn zu arbeiten. Am 16. Dezember 1850 erreichte die Charlotte Jane als erstes der vier Schiffe Port Cooper, das heutige Lyttelton. Knapp zwei Monate nach Ankunft gab FitzGerald am 11. Januar 1851 die erste Ausgabe der wöchentlich erscheinenden Lyttelton Times heraus. Er arbeitete zwei Jahre lang als Journalist und Herausgeber für die Zeitung.
Während dieser Zeit betätigte er sich als Polizeiinspektor, eine Aufgabe, die ihm von der Kolonialregierung übertragen wurde. Zusätzlich übernahm er Aufgaben als Bevollmächtigter der Canterbury Association. Nach der Verabschiedung des neuen New Zealand Constitution Act 1852 (Verfassungsgesetz) im Jahr 1852, wurde FitzGerald 1853 in der ersten Wahl zum Superintendenten von Canterbury gewählt. Dieses Regierungsamt der Provinz Canterbury nahm er bis zum Jahr 1857 wahr.
1854 ließ sich FitzGerald als Vertreter für Lyttelton in das neu gewählte Parlament wählen und wurde am 14. Juni 1954 vom damaligen Gouverneur Sir Robert Henry Wynyard zusammen mit den Politikern Henry Sewell und Frederick Weld in den Executive Council  berufen. Wynyard übergab FitzGerald die Führungsverantwortung. FitzGerald nahm an, dass er nun die Regierungsverantwortung innehatte und damit der erste Premierminister der Kolonie Neuseeland war. Doch Wynyard klärte mit dem Colonial Office die Angelegenheit und teilte ihm nachfolgend mit, dass zu seiner Ernennung ein Royal Assent der Krone als Bestätigung notwendig gewesen wäre. FitzGerald war frustriert und verärgert und zur Eröffnung der ersten Parlamentssitzung zu krank, um erscheinen und als Premier bestätigt werden zu können. An seiner Stelle wurde Sewell gewählt und dadurch der erste Premierminister Neuseelands.
Geschwächt durch seine Erkrankung rieten ihm seine Ärzte, sich für ein Jahr zu schonen und sich von seiner Erkrankung zu erholten. Er gab daraufhin 1857 seinen Parlamentssitz auf und die Verantwortung als Superintendenten für die Provinz Canterbury ab. Anschließend ging er zurück nach England, wo er drei Jahre lang für den Bereich Auswanderung in der Canterbury Association arbeitete.
1860 wieder zurück in Neuseeland, gründete er 1861 die Tageszeitung Press und führte sie bis zu seiner Wiederwahl ins Parlament für den Wahlkreis Ellesmere im Jahr 1862. Am 12. August 1865 wurde er als Minister of Native Affairs in die Regierung von Premierminister Frederick Weld berufen. Doch nachdem Welds Kabinett am 16. Oktober zurücktrat, war FitzGerald das Ministeramt schon nach zwei Monaten wieder los. Den Sitz im Parlament behielt er bis 1867 und wurde zwischendurch einmal von 1866 bis 1867 für den Wahlkreis Christchurch ins Parlament gewählt. Danach verabschiedete er sich gänzlich von der Politik. 1866 übernahm er die Aufgabe des Rechnungsprüfers für Ausgaben der Regierung und später in leitender Funktion bis zu seinem Tod.
FitzGerald starb am 2. August 1896 in Wellington und wurde auf dem Friedhof Bolton Street in Wellington beerdigt.

## Auszeichnungen
- 1870 bekam der den Companion des Order of St. Michael and St. George (CMG) verliehen